# Relations entre les Pays-Bas et le Royaume-Uni
Les relations entre les Pays-Bas et le Royaume-Uni sont les relations diplomatiques entre le royaume des Pays-Bas et Royaume-Uni. Les deux pays partagent une frontière maritime en mer du Nord et leur culture respective présentent plusieurs points communs : la langue anglaise et la langue néerlandaise sont toutes deux des langues germaniques occidentales, la religion majoritaire a longtemps été le protestantisme (calvinisme aux Pays-Bas, anglicanisme en Angleterre).
Les deux pays ont été de grandes puissances colonialistes et à ce jour, ils partagent même encore une frontière maritime en mer des Caraïbes entre Anguilla et Saba. Ce sont également deux grandes puissances maritimes avec les ports de Rotterdam et de Felixtowe qui sont deux des plus grands ports de conteneurs européens.
Les deux pays ont également étroitement coopéré au sein de l'Union européenne entre 1973 à 2019 avant le retrait britannique de l'Union européenne.

## Relations économiques et commerciales
Royal Dutch Shell, Unilever et Reckitt Benckiser sont toutes trois des entreprises conjointes anglo-néerlandaises. Une chambre de commerce néerlando-britannique est créée pour promouvoir la coopération économique entre les deux pays.
En 2023, les Pays-Bas ont exporté pour 26.1 milliards d´euros de marchandises vers le Royaume-Uni.

## Relations politiques et diplomatiques

### Ambassades et consulats
Les Pays-Bas ont une ambassade à Londres. Le Royaume-Uni dispose d'une ambassade à La Haye.